# Centranthe
Centranthus
Genre
Les centranthes sont des plantes herbacées du genre Centranthus (du grec « kentron », éperon et « anthos », fleur), appartenant à la famille des Valérianacées selon la classification classique. Tous les genres de la famille des Valérianacées ont été rangés dans la famille des Caprifoliacées par la classification phylogénétique APG III (2009). Il existe 9 espèces de centranthes, dont 8 en Europe.

## Liste d'espèces
- Flore française[2] :

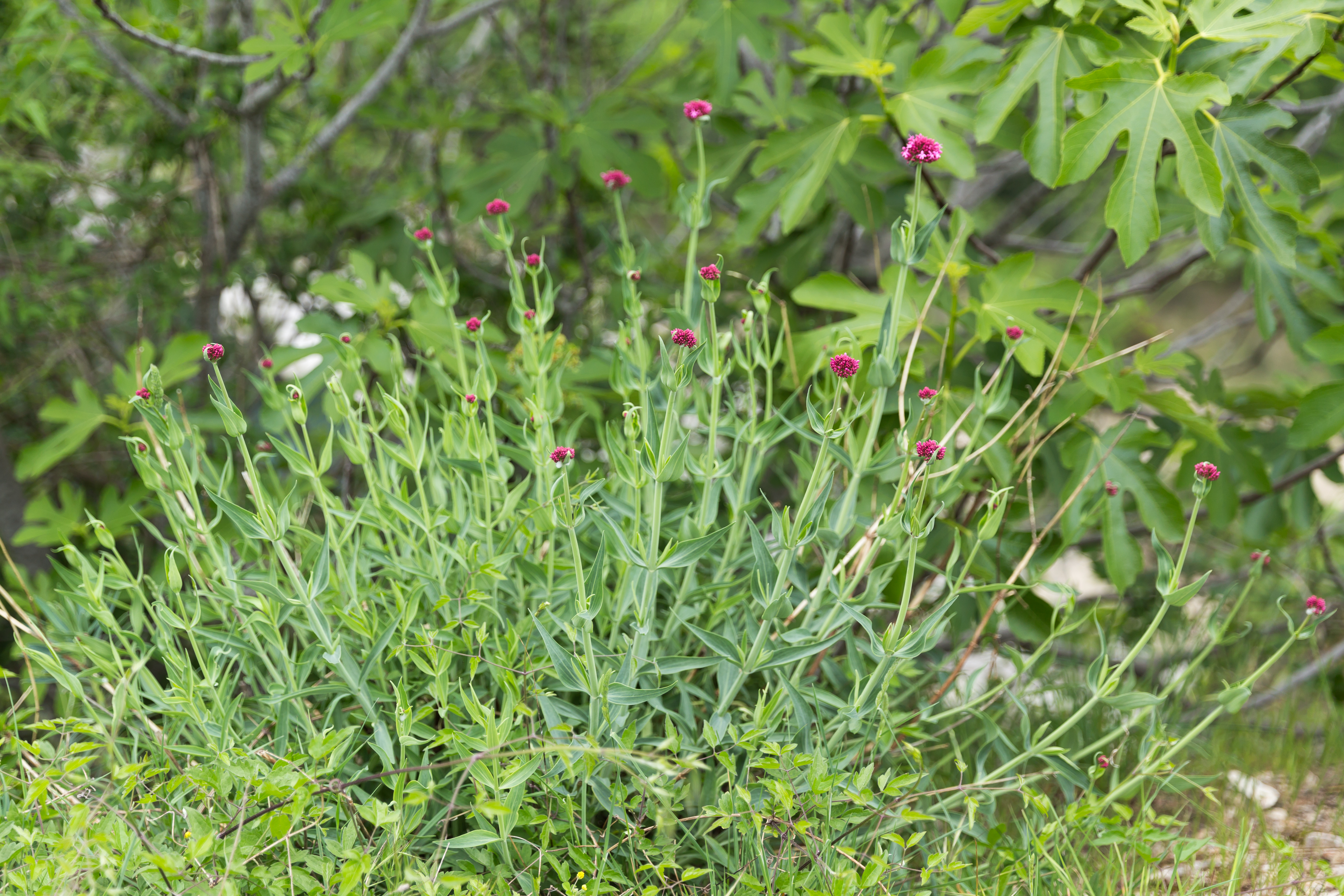
Centranthus ruber (Valériane rouge) à Saint-Martin-d'Ardèche, France.

  - Centranthus angustifolius - Centranthe à feuilles étroites
  - Centranthus calcitrapae
  - Centranthus lecoqii
  - Centranthus ruber - Centranthe rouge ou Lilas d'Espagne
  - Centranthus trinervis - Centranthe à trois nervures

Selon The Plant List (20 février 2014) :
- Centranthus amazonum Fridlender & A.Raynal
- Centranthus angustifolius (Mill.) DC.
- Centranthus aurigeranus Giraudias
- Centranthus calcitrapa (L.) Dufr.
- Centranthus intermedius (Schltdl.) Rapin
- Centranthus lecoqii Jord.
- Centranthus longiflorus Steven
- Centranthus macrosiphon Boiss.
- Centranthus nevadensis Boiss.
- Centranthus ruber (L.) DC.
- Centranthus trinervis (Viv.) Bég.

Selon Tropicos (20 février 2014) (Attention liste brute contenant possiblement des synonymes) :
- Centranthus amazonum Fridlender & A. Raynal
- Centranthus angustifolius (Mill.) DC.
- Centranthus battandieri Maire
- Centranthus cadevallii Sennen
- Centranthus calcitrapae (L.) Dufr.
- Centranthus clausonis Pomel
- Centranthus dasycarpus Kunze
- Centranthus elatus Boiss. & Heldr.
- Centranthus intermedius Rapin X
- Centranthus junceus Boiss. & Heldr.
- Centranthus kellereri Stoj. & Stef.
- Centranthus latifolius Dufr.
- Centranthus lecoqii
- Centranthus longiflorus Steven
- Centranthus macrosiphon Boiss.
- Centranthus marinus Gray
- Centranthus maritimus DC.
- Centranthus maroccanus Rouy
- Centranthus nervosus Moris
- Centranthus nevadensis Boiss.
- Centranthus orbiculatus Dufr.
- Centranthus pinnatifidus St. Lager & St.-Lag.
- Centranthus ruber (L.) DC.
- Centranthus sibthorpii Heldr. & Sart. ex Boiss.
- Centranthus sieberi Heldr.
- Centranthus trinervis Bég.
- Centranthus velenovskyi Vandas